# Steinweg 36 (Quedlinburg)

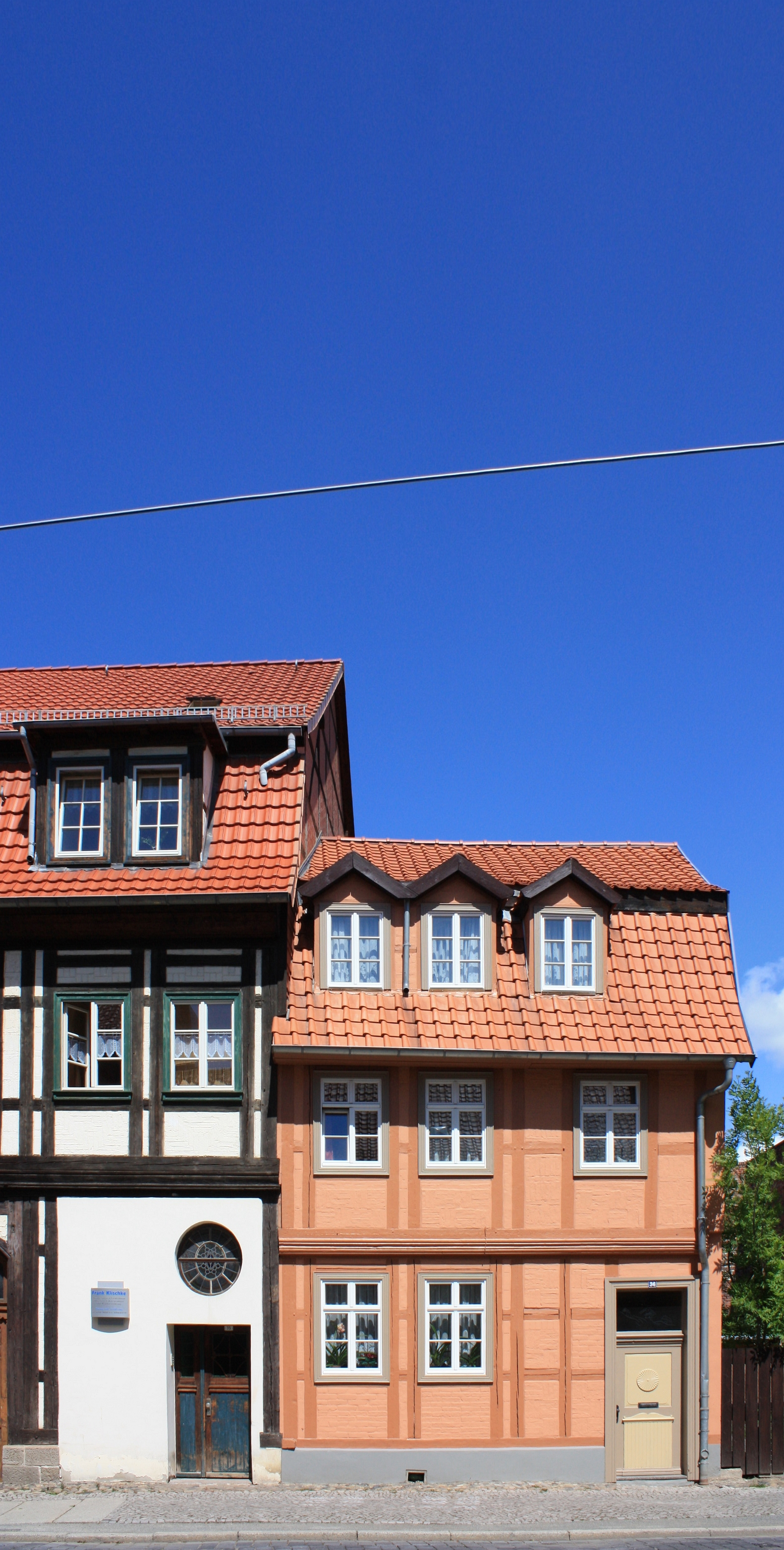
Haus Steinweg 36

Das Haus Steinweg 36 ist ein denkmalgeschütztes Gebäude in der Stadt Quedlinburg in Sachsen-Anhalt.

## Lage
Das im Quedlinburger Denkmalverzeichnis als Ackerbürgerhof eingetragene Gebäude befindet sich in der historischen Neustadt Quedlinburgs und gehört zum UNESCO-Weltkulturerbe. 

## Architektur und Geschichte
Das kleine schlicht gestaltete Fachwerkhaus entstand nach einer Bauinschrift im Jahr 1798. Bedeckt ist das spätbarocke Gebäude von einem Mansarddach. Die Gefache sind mit Zierausmauerungen versehen. Darüber hinaus besteht eine Profilbohle sowie eine Inschrift, in der auch das reguläre Handwerkswappen, bestehend aus einem aufrechten Stechzirkel, dessen Schenkel links von einem Beil und rechts von einem Richtscheit gekreuzt werden, enthalten ist. Es ist das späteste Vorkommen dieses Wappens in Quedlinburg.
Die Haustür im Stil des Klassizismus wurde in der Zeit um 1820 eingefügt.